# Raiffeisen Bank International
Raiffeisen Bank International (RBI) er en østrigsk bankkoncern og en del af bank-kooperativet Raiffeisen Bankengruppe (RBG). Banken er børsnoteret på Wiener Börse. Historien begyndte 16. august 1927, og den nyere virksomhed blev til ved en fusion med RZB Group 18. marts 2017.
Det tidligere datterselskab til Raiffeisen Zentralbank, Raiffeisen Bank International driver primært forretning i Centraleuropa og Østeuropa. I alt er de tilstede i 17 lande, der er 46.000 ansatte, de har 14 mio. kunder og 3.000 filialer.